# Клипер (кораб)
Вижте пояснителната страница за други значения на Клипер.
Клиперът е много бърз многомачтов ветроходен кораб с пълно стъкмяване (прави ветрила на всички мачти + гафелно ветрило на бизана) от 19 век. В залеза на ветроходната епоха стъкмяването на някои клипери е променено от пълно на барк или баркентина с цел улесяване на обслужването и намаляване на корабния екипаж.
Обикновено тесни за дължината си, ограничени в товароносимостта си и малки за мерките на късния 19 век клиперите имат голяма относителна площ на ветрилата. Най-очебийното му качество са елегантните линии на корпуса и високата му скорост. Разцветът му е през 19 век. Строи се за първи път в САЩ, като прототипът му са балтиморските клипери-малки пощенски кораби, които по време на Американската война за независимост единствени успявали да преминат блокадата поради високата скорост, която развивали. Клиперите са произвеждани предимно в британски или американски корабостроителници, но също и във Франция и Холандия (построеният в Холандия през 1859 г. „Теланак“, за превоз на чай и пътници до и от Ява) и други страни също са построили известен брой от тях. Клиперите са плавали по целия свят обикновено по търговските пътища на Великобритания и нейните колонии на изток, за трансатлантически превози и по пътя между Ню Йорк и Сан Франциско около нос Хорн по време на Калифорнийската треска за злато. Клиперите се използвали най-често за пренасяне на бързо развалящи се стоки – чай, вълна, плодове, лед, а също и за пренасяне на поща. В началото на 19 век собствениците на клипери от Нова Англия направили състояние като пренасяли лед до Карибите за богатите плантатори, срещу който получавали злато.
По време на златната треска в Калифорния много клипери тръгвали от Източното крайбрежие със стоки и хора, а след това не можели да се върнат обратно, защото екипажите им дезертирали.
Романтични са историите, свързани с „чаената надпревара” от Китай до Лондон. Първият пристигнал кораб с новата реколта получавал за нея много добра цена и премия. Легенда е надпреварата между „Къти Сарк“ и „Термопили“. След прокопаването на Суецкия канал, чаят започва да се пренася с параходи, а за клиперите остават по-евтините стоки. Това са едни от най-съвършените ветроходи конструирани някога. Със смесения си набор ветрила, трите до пет мачти и късите ветрила на бизанмачтата, те приличат много на баркове, но има една голяма разлика – силния наклон на мачтите назад, който достига до 800. Това придава голяма аеродинамичност и им позволява да изминат до 640 км за 24 час.
Днес са останали много малко клипери. Един от запазените е „Къти Сарк“ (Cutty Sark), превърнат в музей в Гринуич.